# Trachysmatis mogia
Trachysmatis mogia là một loài bướm đêm trong họ Noctuidae.